# سباق طواف فرنسا 1934
سباق طواف فرنسا 1934 من سلسلة سباقات سباق طواف فرنسا. أقيم هذا السباق في تاريخ 3-29 يوليو 1934 على 23 (24 including split stages) مراحل. بعد مرور 147 ساعة و13 دقيقة و58 ثانية وبعد طي 4363 كم بمتوسط 30.36 كم في الساعة فاز بالميدالية الذهبية الانطونية ماغني من فرنسا، فيما حصد جيوزيبي مارتانو من إيطاليا الميدالية الفضية، وكانت الميدالية البرونزية من نصيب روجيه لابيبي من فرنسا.

## الميداليات
| ذهب                     | فضة                       | برونز                |
| الانطونية ماغني - فرنسا | جيوزيبي مارتانو - إيطاليا | روجيه لابيبي - فرنسا |